# New Boston (Illinois)
New Boston – miasto w Stanach Zjednoczonych, w stanie Illinois, w hrabstwie Mercer.